# شهرستان رودونگ
شهرستان رودونگ (به لاتین: Rudong County) یک شهرستان‌های جمهوری خلق چین در چین است که در نانتانگ واقع شده‌است.